# Orlando Franklin
Orlando Franklin (Kingston, 12 aprile 1987) è un ex giocatore di football americano canadese che ha militato nel ruolo di offensive tackle nella National Football League (NFL). Fu scelto nel corso del secondo giro (46º assoluto) del Draft NFL 2011 dai Denver Broncos. Al college ha giocato a football coi Miami Hurricanes.

## Carriera professionistica

### Denver Broncos
Franklin fu scelto nel corso del quarto giro del Draft 2011 dai Denver Broncos. Nella sua stagione da rookie disputò tutte le 16 partite della stagione regolare, sempre come titolare. I Broncos vinsero la propria division con un record di 8-8 e nei playoff eliminarono i Pittsburgh Steelers prima di uscire con i New England Patriots. Anche nella stagione 2012, Franklin disputò tutte le gare come tackle destro titolare.
Nella stagione 2013, Franklin partì come titolare nel Super Bowl XLVIII contro i Seattle Seahawks, ma i Broncos che furono battuti per 43-8.

### San Diego Chargers
Il 10 marzo 2015, Franklin firmò un contratto quinquennale del valore di 36,5 milioni di dollari con i San Diego Chargers.

## Palmarès

### Franchigia
- American Football Conference Championship: 1

Denver Broncos: 2013

## Statistiche
| Partite totali      | 63 |
| Partite da titolare | 63 |

Statistiche aggiornate alla stagione 2014